# Booth Island, Nunavut
Booth Island är en ö i Kanada.   Den ligger i territoriet Nunavut, i den östra delen av landet, 1 600 km norr om huvudstaden Ottawa.